# Smartoys
Smartoys, (anciennement « MPL » (Multi Players Lair)) est une chaîne de magasins spécialisée dans la distribution de produits culturels jeu vidéo, cinéma, figurine, jeux de cartes.

## Produits principaux
- jeu vidéo
- Jeux de cartes à collectionner
- Figurine
- Film
- Guide de jeu

## Services offerts
- Réparation de consoles (sauf pour la XBOX 360 qui retourne dans les ateliers de Microsoft)
- Système de dépôt de jeux
- Restauration CD griffés
- Livraisons & retours
- Organisation de tournoi (jeux vidéo ou jeu de carte)